# 于贝尔·加尔达斯
于贝尔·加尔达斯（法語：Hubert Gardas，1957年4月17日—），生于里昂，法国男子击剑运动员。他曾代表国家参加1980年夏季奥运会击剑比赛，结果在男子重剑团体小项上获得金牌。